# Камилки
Камилките (Raphidioptera) са малък разред насекоми с пълно превръщане. Описани са над 250 вида от целия свят, от които в България се срещат 14 вида.
Камилките са хищни, хранещи се с разнообразни членестоноги. Възрастните имат гръбо-коремно сплесната и силно подвижна глава, характерно удължен проторакс, две двойки крила с мрежесто жилкуване, а женските имат дълго яйцеполагало. Ларвите са издължени със силно склеротизирани глава и проторакс.

## Семейства
Разред Raphidioptera – Камилки
- Подразред †Priscaenigmatomorpha
  - Семейство †Priscaenigmatidae
- Подразред Raphidiomorpha
  - Семейство †Baissopteridae
  - Семейство Inocelliidae
  - Семейство †Metaraphidiidae
  - Семейство †Mesoraphidiidae
  - Семейство Raphidiidae